# ديف مادن
ديف مادن (بالإنجليزية: Dave Madden)‏ هو ممثل أمريكي، ولد في 17 ديسمبر 1931 في سارنيا في كندا، وتوفي في 16 يناير 2014 في جاكسونفيل في الولايات المتحدة بسبب قصور كلوي.

## أعمال

### أفلام
- (1973) شبكة شارلوت[4]

### مسلسلات
- أيام سعيدة

## وصلات خارجية
- ديف مادن على موقع IMDb (الإنجليزية)
- ديف مادن على موقع ألو سيني (الفرنسية)
- ديف مادن على موقع أول موفي (الإنجليزية)
- ديف مادن على موقع قاعدة بيانات الأفلام السويدية (السويدية)
- ديف مادن على موقع إن إن دي بي (الإنجليزية)
- ديف مادن على موقع قاعدة بيانات الفيلم (الإنجليزية)
- ديف مادن على موقع كينوبويسك (الروسية)